# Paul Reaney
Paul Reaney (London, 1944. október 22. – ) angol válogatott labdarúgó.

## Pályafutása

### Klubcsapatokban
Reaney labdarúgó-pályafutását az angol másodosztályú Leeds United csapatában kezdte. A klubbal 1964-ben megnyerte az angol másodosztályú bajnokságot és feljutott az élvonalba, valamint tagja volt a hatvanas és hetvenes évek sikercsapatának; a klubbal kétszer nyert angol bajnokságot, valamint egy-egy angol kupát, szuperkupát és ligakupát. A klubbal háromszor szerepelt Vásárvárosok kupája döntőben; 1967-ben nem sikerült nyerniük a döntőben, azonban 1968-ban és 1971-ben már igen. Reaney a Leeds csapatával szerepelt az 1973-as kupagyőztesek Európa-kupája-döntőjében, valamint az 1975-ös bajnokcsapatok Európa-kupája-döntőjében is. A Leeds színeiben 1962 és 1978 között ötszázötvenhat bajnoki mérkőzésen lépett pályára, amelyeken hat gólt szerzett. 1978 és 1980 között az angol negyedosztályú Bradford Cityben futballozott. 1981-ben vonult vissza az ausztrál Newcastle KB United csapatától.

### A válogatottban
1968 és 1971 között három alkalommal lépett pályára az angol labdarúgó-válogatottban.

## Sikerei, díjai
Leeds United
- Angol bajnokság
  - bajnok: (2): 1968–69, 1973–74
- Angol bajnokság – másodosztály
- bajnok: 1963–64
- Angol kupa
  - győztes: 1971–72
- Angol szuperkupa
  - győztes: 1969
- Angol ligakupa
  - győztes: 1967–68
- Bajnokcsapatok Európa-kupája (BEK)
  - döntős: 1974–75
- Kupagyőztesek Európa-kupája (KEK)
  - döntős: 1972–73
- Vásárvárosok kupája (VVK)
  - győztes (2): 1967–68, 1970–71
  - döntős: 1966–67

## Statisztika

### Mérkőzései az angol válogatottban
| Anglia | Anglia             | Anglia                  | Anglia | Anglia   | Anglia     | Anglia       | Anglia | Anglia  |
| #      | Dátum              | Helyszín                | Hazai  | Eredmény | Vendég     | Kiírás       | Gólok  | Esemény |
| ------ | ------------------ | ----------------------- | ------ | -------- | ---------- | ------------ | ------ | ------- |
| 1.     | 1968. december 11. | London, Wembley Stadion | Anglia | 1 – 1    | Bulgária   | barátságos   | -      | 84'     |
| 2.     | 1969. december 10. | London, Wembley Stadion | Anglia | 1 – 0    | Portugália | barátságos   | -      |         |
| 3.     | 1971. február 3.   | Gżira, Empire Stadium   | Málta  | 0 – 1    | Anglia     | Eb-selejtező | -      |         |
|        | Összesen           |                         |        | 3        | mérkőzés   |              | 0      | gól     |